# Lochsley Thomson
Lochsley Thomson, född 20 augusti 1973, är en friidrottare från Australien. Han deltog vid olympiska sommarspelen 1992.